# Campeonato Mundial de Rali de 2008
Resultados do Campeonato Mundial de Rali de 2008

## Equipes e pilotos
| Equipe                  | Construtor | Carro                           | Pneus | Nº   | Pilotos                |
| ----------------------- | ---------- | ------------------------------- | ----- | ---- | ---------------------- |
| Citroën Total           | Citroën    | C4 WRC                          | P     | 1    | Sébastien Loeb         |
| Citroën Total           | Citroën    | C4 WRC                          | P     | 2    | Dani Sordo             |
| BP-Ford Abu Dhabi       | Ford       | Focus RS WRC 07                 | P     | 3    | Mikko Hirvonen         |
| BP-Ford Abu Dhabi       | Ford       | Focus RS WRC 07                 | P     | 4    | Jari-Matti Latvala     |
| BP-Ford Abu Dhabi       | Ford       | Focus RS WRC 07                 | P     | -[†] | Khalid AlQassimi [a]   |
| Subaru World Rally Team | Subaru     | Impreza WRC2007 Impreza WRC2008 | P     | 5    | Petter Solberg         |
| Subaru World Rally Team | Subaru     | Impreza WRC2007 Impreza WRC2008 | P     | 6    | Chris Atkinson         |
| Stobart VK M-Sport      | Ford       | Focus RS WRC 07                 | P     | 7    | Gigi Galli             |
| Stobart VK M-Sport      | Ford       | Focus RS WRC 07                 | P     | 8    | François Duval [b][c]  |
| Stobart VK M-Sport      | Ford       | Focus RS WRC 07                 | P     | 8    | Henning Solberg [b][d] |
| Stobart VK M-Sport      | Ford       | Focus RS WRC 07                 | P     | 8    | Matthew Wilson [b]     |
| Munchi's Ford [e]       | Ford       | Focus RS WRC 07                 | P     | 9    | Federico Villagra      |
| Munchi's Ford [e]       | Ford       | Focus RS WRC 07                 | P     | 10   | Luís Pérez Companc     |
| Munchi's Ford [e]       | Ford       | Focus RS WRC 07                 | P     | 10   | Henning Solberg [d]    |
| Munchi's Ford [e]       | Ford       | Focus RS WRC 07                 | P     | 10   | Barry Clark [f]        |
| Munchi's Ford [e]       | Ford       | Focus RS WRC 07                 | P     | 10   | Aris Vovos [g]         |
| Suzuki                  | Suzuki     | SX4 WRC                         | P     | 11   | Toni Gardemeister      |
| Suzuki                  | Suzuki     | SX4 WRC                         | P     | 12   | Per-Gunnar Andersson   |

Notas:
↑ † Somente pilotos escolhidos para pontuar recebem números fixos.

↑ a: Khalid Al Qassimi competirá em 10 ralis pela BP Ford Abu Dhabi World Rally Team.

↑ b: A Stobart Ford planeja ter Duval, H. Solberg e Wilson em todos os ralis possíveis (ver c e d), escolhendo um em cada rali para pontuar, dependendo de sua superfície.

↑ c: A participação de Duval depende basicamente de seu orçamento - está programado para começar em Monte Carlo, Espanha e Alemanha, e pretende começar 6 ralis, principalmente os de asfalto, incluindo o Rali da Jordânia.

↑ d: Henning Solberg deve participar de 7 ralis pontuando pela equipe Munchi's Ford, incluindo o Rali do México de 2008.

↑ e: A Munchi's Ford planeja competir em apenas 10 dos 15 ralis.

↑ f: Barry Clark será nomeado para pontuar pela equipe Munchi's na Turquia.

↑ g: Aris Vovos foi escolhido para pontuar pela Munchi's Ford no Rali da Acrópole de 2008.

## Provas
| #  | Rali                                                      | Pódio   | Pódio              | Pódio                  | Pódio     |
| #  | Rali                                                      | Posição | Piloto             | Carro                  | Tempo     |
| -- | --------------------------------------------------------- | ------- | ------------------ | ---------------------- | --------- |
| 1  | 76ème Rallye Automobile de Monte-Carlo (24–27 de janeiro) | 1       | Sébastien Loeb     | Citroën C4 WRC         | 3:39:17,0 |
| 1  | 76ème Rallye Automobile de Monte-Carlo (24–27 de janeiro) | 2       | Mikko Hirvonen     | Ford Focus RS WRC 07   | 3:41:54,4 |
| 1  | 76ème Rallye Automobile de Monte-Carlo (24–27 de janeiro) | 3       | Chris Atkinson     | Subaru Impreza WRC 07  | 3:42:15,6 |
|    |                                                           |         |                    |                        |           |
| 2  | 57th Uddeholm Swedish Rally (8-10 de fevereiro)           | 1       | Jari-Matti Latvala | Ford Focus RS WRC 07   | 2:46:41,2 |
| 2  | 57th Uddeholm Swedish Rally (8-10 de fevereiro)           | 2       | Mikko Hirvonen     | Ford Focus RS WRC 07   | 2:47:39,5 |
| 2  | 57th Uddeholm Swedish Rally (8-10 de fevereiro)           | 3       | Gigi Galli         | Ford Focus RS WRC 07   | 2:49:04,4 |
|    |                                                           |         |                    |                        |           |
| 3  | 22º Corona Rally México (28 de fevereiro–2 de março)      | 1       | Sébastien Loeb     | Citroën C4 WRC         | 3:33:29,9 |
| 3  | 22º Corona Rally México (28 de fevereiro–2 de março)      | 2       | Chris Atkinson     | Subaru Impreza WRC2007 | 3:34:36,0 |
| 3  | 22º Corona Rally México (28 de fevereiro–2 de março)      | 3       | Jari-Matti Latvala | Ford Focus RS WRC 07   | 3:35:09,6 |
|    |                                                           |         |                    |                        |           |
| 4  | 28º Rally Argentina (28-30 de março)                      | 1       | Sébastien Loeb     | Citroën C4 WRC         | 3:33:29,9 |
| 4  | 28º Rally Argentina (28-30 de março)                      | 2       | Chris Atkinson     | Subaru Impreza WRC2007 | 3:34:36,0 |
| 4  | 28º Rally Argentina (28-30 de março)                      | 3       | Jari-Matti Latvala | Ford Focus RS WRC 07   | 3:35:09,6 |
|    |                                                           |         |                    |                        |           |
| 5  | Jordan Rally (24-27 de abril)                             | 1       | Mikko Hirvonen     | Ford Focus RS WRC 07   | 3:34:38,8 |
| 5  | Jordan Rally (24-27 de abril)                             | 2       | Dani Sordo         | Citroën C4 WRC         | 3:35:02,5 |
| 5  | Jordan Rally (24-27 de abril)                             | 3       | Chris Atkinson     | Subaru Impreza WRC2007 | 3:38:30,6 |
|    |                                                           |         |                    |                        |           |
| 6  | 5º Rally d'Italia Sardegna (16-18 de maio)                | 1       | Sébastien Loeb     | Citroën C4 WRC         | 3:57:17,2 |
| 6  | 5º Rally d'Italia Sardegna (16-18 de maio)                | 2       | Mikko Hirvonen     | Ford Focus RS WRC 07   | 3:57:27,8 |
| 6  | 5º Rally d'Italia Sardegna (16-18 de maio)                | 3       | Jari-Matti Latvala | Ford Focus RS WRC 07   | 3:57:32,5 |
|    |                                                           |         |                    |                        |           |
| 7  | 55th BP Ultimate Acropolis Rally of Greece (1-3 de junho) | 1       | Sébastien Loeb     | Citroën C4 WRC         | 3:54:54,7 |
| 7  | 55th BP Ultimate Acropolis Rally of Greece (1-3 de junho) | 2       | Petter Solberg     | Subaru Impreza WRC2008 | 3:56:04,2 |
| 7  | 55th BP Ultimate Acropolis Rally of Greece (1-3 de junho) | 3       | Mikko Hirvonen     | Ford Focus RS WRC 07   | 3:56:50,8 |
|    |                                                           |         |                    |                        |           |
| 8  | 9th Rally of Turkey (13-15 de junho)                      | 1       | Mikko Hirvonen     | Ford Focus RS WRC 07   | 4:42:07,1 |
| 8  | 9th Rally of Turkey (13-15 de junho)                      | 2       | Jari-Matti Latvala | Ford Focus RS WRC 07   | 4:42:15,0 |
| 8  | 9th Rally of Turkey (13-15 de junho)                      | 3       | Sébastien Loeb     | Citroën C4 WRC         | 4:42:32,8 |
|    |                                                           |         |                    |                        |           |
| 9  | 58th Neste Oil Rally Finland (1-3 de agosto)              | 1       | Sébastien Loeb     | Citroën C4 WRC         | 2:54:05,5 |
| 9  | 58th Neste Oil Rally Finland (1-3 de agosto)              | 2       | Mikko Hirvonen     | Ford Focus RS WRC 07   | 2:54:14,5 |
| 9  | 58th Neste Oil Rally Finland (1-3 de agosto)              | 3       | Chris Atkinson     | Subaru Impreza WRC2008 | 2:57:31,5 |
|    |                                                           |         |                    |                        |           |
| 10 | 27. ADAC Rallye Deutschland (15-17 de agosto)             | 1       | Sébastien Loeb     | Citroën C4 WRC         | 3:26:19,7 |
| 10 | 27. ADAC Rallye Deutschland (15-17 de agosto)             | 2       | Dani Sordo         | Citroën C4 WRC         | 3:27:07,4 |
| 10 | 27. ADAC Rallye Deutschland (15-17 de agosto)             | 3       | François Duval     | Ford Focus RS WRC 07   | 3:27:39,7 |
|    |                                                           |         |                    |                        |           |
| 11 | 38th Propecia Rally New Zealand (28-31 de agosto)         | 1       | Sébastien Loeb     | Citroën C4 WRC         | 3:59:18,9 |
| 11 | 38th Propecia Rally New Zealand (28-31 de agosto)         | 2       | Dani Sordo         | Citroën C4 WRC         | 3:59:36,4 |
| 11 | 38th Propecia Rally New Zealand (28-31 de agosto)         | 3       | Mikko Hirvonen     | Ford Focus RS WRC 08   | 4:00:00,4 |
|    |                                                           |         |                    |                        |           |
| 12 | 44º Rally RACC Catalunya - Costa Daurada (2-5 de outubro) | 1       | Sébastien Loeb     | Citroën C4 WRC         | 3:21:17,4 |
| 12 | 44º Rally RACC Catalunya - Costa Daurada (2-5 de outubro) | 2       | Dani Sordo         | Citroën C4 WRC         | 3:21:42,3 |
| 12 | 44º Rally RACC Catalunya - Costa Daurada (2-5 de outubro) | 3       | Mikko Hirvonen     | Ford Focus RS WRC 08   | 3:22:19,9 |
|    |                                                           |         |                    |                        |           |
| 13 | 52ème Tour de Corse - Rallye de France (10-12 de outubro) | 1       | Sébastien Loeb     | Citroën C4 WRC         | 3:42:58,0 |
| 13 | 52ème Tour de Corse - Rallye de France (10-12 de outubro) | 2       | Mikko Hirvonen     | Ford Focus RS WRC 08   | 3:46:22,7 |
| 13 | 52ème Tour de Corse - Rallye de France (10-12 de outubro) | 3       | François Duval     | Ford Focus RS WRC 08   | 3:46:29,6 |
|    |                                                           |         |                    |                        |           |
| 14 | 5th Rally Japan (24-26 de outubro)                        | 1       | Mikko Hirvonen     | Ford Focus RS WRC 08   | 3:25:03,0 |
| 14 | 5th Rally Japan (24-26 de outubro)                        | 2       | Jari-Matti Latvala | Ford Focus RS WRC 08   | 3:25:34,1 |
| 14 | 5th Rally Japan (24-26 de outubro)                        | 3       | Sébastien Loeb     | Citroën C4 WRC         | 3:27:33,6 |
|    |                                                           |         |                    |                        |           |
| 15 | 64th Wales Rally of Great Britain (28-30 de novembro)     | 1       | Sébastien Loeb     | Citroën C4 WRC         | 2:43:09,6 |
| 15 | 64th Wales Rally of Great Britain (28-30 de novembro)     | 2       | Jari-Matti Latvala | Ford Focus RS WRC 08   | 2:43:22,3 |
| 15 | 64th Wales Rally of Great Britain (28-30 de novembro)     | 3       | Dani Sordo         | Citroën C4 WRC         | 2:44:30,2 |
|    |                                                           |         |                    |                        |           |

## Classificação

### Campeonato de pilotos
| Pos. | Piloto               | MON  | SUE  | MEX  | ARG  | JOR  | ITA  | GRE  | TUR  | FIN  | ALE  | NZL  | ESP  | FRA  | JAP  | GBR  | Pts |
| ---- | -------------------- | ---- | ---- | ---- | ---- | ---- | ---- | ---- | ---- | ---- | ---- | ---- | ---- | ---- | ---- | ---- | --- |
| 1    | Sébastien Loeb       | 1    | Ret. | 1    | 1    | 10   | 1    | 1    | 3    | 1    | 1    | 1    | 1    | 1    | 3    | 1    | 122 |
| 2    | Mikko Hirvonen       | 2    | 2    | 4    | 5    | 1    | 2    | 3    | 1    | 2    | 4    | 3    | 3    | 2    | 1    | 8    | 103 |
| 3    | Dani Sordo           | 11   | 6    | 17   | 3    | 2    | 5    | 5    | 4    | 4    | 2    | 2    | 2    | Ret. | DSQ  | 3    | 65  |
| 4    | Jari-Matti Latvala   | 12   | 1    | 3    | 15   | 7    | 3    | 7    | 2    | 39   | 9    | Ret. | 6    | 4    | 2    | 2    | 58  |
| 5    | Chris Atkinson       | 3    | 21   | 2    | 2    | 3    | 6    | Ret. | 13   | 3    | 6    | Ret. | 7    | 6    | 4    | Ret. | 50  |
| 6    | Petter Solberg       | 5    | 4    | 12   | Ret. | Ret. | 10   | 2    | 6    | 6    | 5    | 4    | 5    | 5    | 8    | 4    | 46  |
| 7    | François Duval       | 4    |      |      |      |      |      |      |      |      | 3    | Ret. | 4    | 3    | Ret. | 6    | 25  |
| 8    | Henning Solberg      | 9    | 13   | 5    | Ret. | 4    | 7    | 8    | 5    | 5    | 5    | 9    | 11   | 13   | Ret. | Ret. | 22  |
| 9    | Gigi Galli           | 6    | 3    | Ret. | 7    | 8    | 4    | Ret. | Ret. | Ret. | Ret. | INJ  | INJ  | INJ  | INJ  | INJ  | 17  |
| 10   | Matthew Wilson       | 10   | Ret. | 6    | Ret. | 5    | 12   | 6    | 7    | 9    | 12   | 17   | 9    | 8    |      |      | 15  |
| 11   | Urmo Aava            |      | 18   |      |      | Ret. | 8    | 4    | Ret. | 16   | 8    | 5    | 35   | 7    |      |      | 13  |
| 12   | Per-Gunnar Andersson | 8    | Ret. | Ret. | 24   | Ret. | 9    | 11   | Ret. | Ret. | 15   | 6    | 32   | 17   | 5    | 5    | 12  |
| 15   | Toni Gardemeister    | Ret. | 7    | Ret. | Ret. | Ret. | Ret. | 9    | Ret. | 8    | 10   | 7    | 13   | 13   | 6    | 7    | 10  |
| 14   | Federico Villagra    |      |      | 7    | 6    | 6    | 14   | 13   | 9    | Ret. |      | 8    | 12   |      | 9    |      | 9   |
| 15   | Conrad Rautenbach    | Ret. | 16   | 16   | 4    | 26   | 13   | 10   | 8    | 10   | 10   | Ret. | Ret. | 14   | Ret. | 15   | 6   |
| 16   | Andreas Mikkelsen    |      | 5    |      |      |      | Ret. |      | 26   | 12   | 11   |      | 8    | 11   |      |      | 5   |
| 17   | Jean-Marie Cuoq      | 7    |      |      |      |      |      |      |      |      |      |      |      |      |      |      | 2   |
| 17   | Matti Rantanen       |      |      |      |      |      |      |      |      | 7    |      |      |      |      |      |      | 2   |
| 18   | Juho Hänninen        |      | 8    |      |      |      |      |      | 21   | 13   |      | 14   | 29   | 24   | 10   | Ret. | 1   |
| 18   | Sébastien Ogier      |      |      | 8    |      | 11   | 22   |      |      | 36   | 19   |      | Ret. | 20   |      | 26   | 1   |
| 18   | Andreas Aigner       |      | 31   |      | 8    |      |      | 14   | 11   | Ret. |      | Ret. |      |      |      | 13   | 1   |
| Pos. | Piloto               | MON  | SUE  | MEX  | ARG  | JOR  | ITA  | GRE  | TUR  | FIN  | ALE  | NZL  | ESP  | FRA  | JAP  | GBR  | Pts |

| Cor        | Resultado             |
| ---------- | --------------------- |
| Ouro       | Vencedor              |
| Prata      | 2.º lugar             |
| Bronze     | 3.º lugar             |
| Verde      | Terminou, nos pontos  |
| Azul       | Terminou, sem pontos  |
| Púrpura    | Ret – Retirou-se      |
| Vermelho   | NQ – Não qualificado  |
| Preto      | DSQ – Desqualificado  |
| Branco     | NL – Não largou       |
| Branco     | C – Corrida cancelada |
| Azul claro | AT – Apenas Treino    |
| Sem cor    | NP – Não participou   |
| Sem cor    | Les – Lesionado       |
| Sem cor    | EX – Excluído         |

### Campeonato de construtores
| Colocação | Equipe                          | Evento | Evento | Evento | Evento | Evento | Evento | Evento | Evento | Evento | Evento | Evento | Evento | Evento | Evento | Evento | Total de pontos |
| Colocação | Equipe                          | MON    | SUE    | MEX    | ARG    | JOR    | ITA    | GRE    | TUR    | FIN    | ALE    | NZL    | ESP    | FRA    | JAP    | GBR    | Total de pontos |
| --------- | ------------------------------- | ------ | ------ | ------ | ------ | ------ | ------ | ------ | ------ | ------ | ------ | ------ | ------ | ------ | ------ | ------ | --------------- |
| 1         | Citroën Total World Rally Team  | 11     | 4      | 10     | 16     | 9      | 14     | 15     | 11     | 15     | 18     | 18     | 18     | 10     | 6      | 16     | 191             |
| 2         | BP Ford World Rally Team        | 8      | 18     | 11     | 7      | 13     | 14     | 10     | 18     | 9      | 7      | 6      | 11     | 14     | 18     | 9      | 173             |
| 3         | Subaru World Rally Team         | 10     | 6      | 9      | 8      | 6      | 3      | 8      | 3      | 9      | 7      | 5      | 6      | 7      | 6      | 5      | 98              |
| 4         | Stobart M-Sport Ford Rally Team | 8      | 8      | 3      | 3      | 7      | 5      | 3      | 4      | 4      | 6      | 0      | 4      | 7      | 2      | 3      | 67              |
| 5         | Munchi's Ford World Rally Team  | 0      | 0      | 6      | 4      | 4      | 2      | 0      | 3      | 0      | 0      | 3      | 0      | 0      | 0      | 0      | 22              |
| 6         | Suzuki World Rally Team         | 2      | 3      | 0      | 1      | 0      | 1      | 3      | 0      | 2      | 1      | 7      | 0      | 1      | 7      | 6      | 34              |